# Наер, Евгений Юрьевич
Евгений Юрьевич На́ер (род. 22 июня 1977, Москва) — российский шахматист, гроссмейстер (1999). Двукратный чемпион Москвы (1998, 2003).

## Шахматная карьера
Научился играть в шахматы в пятилетнем возрасте у своего отца.
Выпускник шахматной школы «Этюд» (Москва), где с 1988 по 1994 гг. занимался у Александра Петровича Бодиско (1932—1994) — основателя ШШ «Этюд». После смерти А. П. Бодиско на регулярной основе продолжает работать с главным тренером ШШ «Этюд», международным мастером Орлинковым Максимом Леонидовичем.
В июне 1991 года (Луганск), играя на первой доске в составе команды школы № 962 (Москва), выиграл последнее всесоюзное первенство пионерских дружин «Белая ладья».
Чемпион России среди юношей до 16 лет (Волгоград, 1993 год).
Чемпион России среди юношей до 18 лет (Московская область, Колонтаево, 1994 год).
Чемпион России среди юниоров до 20 лет (Московская область, Колонтаево, 1997 год).
В 1996 году выигрывает турнир в Пардубице, в 1998 повторяет свой успех.
Чемпион Европы (2015). В марте 2016 года победил на Аэрофлот Опен, в результате этого впервые получил приглашение на турнир в Дортмунд.
В сентябре 2016 года получил звание старшего тренера ФИДЕ.
Наер выбыл в четвертом раунде Кубка мира по шахматам 2017, проиграв Рихарду Раппорту. Несмотря на поражение, сумел обыграть одного из фаворитов, Фабиано Каруану, имеющего рейтинг 2807 на момент турнира.
Входит в тренерский штаб олимпийской женской сборной России по шахматам с 2012 года. После включения в состав команды Александры Горячкиной (в 2017 году) персонально работает с ней. В 2020 году в матче за звание чемпионки мира по шахматам между Цзюй Вэньцзюнь (Китай) и Горячкиной Александрой (Российская Федерация) являлся секундантом претендентки из России.
С 2013 года на регулярной основе консультирует сильнейших учеников шахматной школы «Этюд».

## Изменения рейтинга
| Графики недоступны из-за технических проблем. См. информацию на Фабрикаторе и на mediawiki.org. |